# 漢密爾頓鎮區 (密歇根州范布倫縣)
漢密爾頓鎮區（英語：Hamilton Township）是位於美國密歇根州范布倫縣的一個行政鎮區。

## 地方資料
漢密爾頓鎮區的面積為92.20平方千米，當中陸地面積為89.30平方千米，而水域面積為2.90平方千米。根據2020年美國人口普查的數據，當地共有人口1370人，而人口密度為每平方千米14.86人。